# Basílica de Nostra Senyora dels Infants
La Basílica de Nostra Senyora dels Infants (Notre-Dame-des-Enfants) és un edifici religiós del segle xix situat a Châteauneuf-sur-Cher. Va ser construït per iniciativa del pare Jacques-Marie Ducros, pastor de Châteauneuf, que va llançar una subscripció a la qual va demanar la participació de tots els nens de França.

## Història
Nomenat sacerdot de Châteauneuf-sur-Cher el 1861, el pare Ducros es va trobar amb una església en ruïnes. Per reconstruir-la, va decidir iniciar una subscripció, demanant "dos cèntims" a cada nen, i a canvi d'aquesta quantitat promet pregar per ell a la Mare de Déu. Va rebre molts donatius però també moltes cartes, incloent-hi una noia de deu anys, que vivia a Semur-en-Brionnais. Se'n conserven algunes. Una nena deia que "Ens anuncien, mossèn, que el nou santuari que esteu plantejant serà dedicat a la Mare de Déu dels Nens. Quin bonic nom! La Mare de Déu, invocada sota aquest títol, agradarà omplir la infància de les gràcies més abundants". Cartes com aquesta fan sorgir la idea del nom, i el 1866 es crea la Confraria de la Verge dels nens. S'erigeix pel breu del papa Pius IX el 21 de gener de 1870.
El 29 d'agost de 1869 es beneeix la primera pedra de l'església. Els plans de la fundació són establerts per Marganne, artífex de Vendome, i els de l'edificació a Auclair, arquitecte de Bourges. L'obra està dirigida pel germà Hariolf (1825-1910), director de l'escola dels Germans de les Escoles Cristianes de La Salle de Châteauneuf. La cúpula es va completar el 1879 i el disseny interior el 1886.
El 1896, el papa Lleó XIII va erigir el santuari a la basílica. Es consagra el 24 d'abril de 1898.

## Descripció
La Basílica de Notre-Dame-des-Enfants s'alça al carrer del Château a Châteauneuf-sur-Cher i és d'estil neogòtic.
Fa vuitanta metres de llarg, té vint-i-un metres d'altura sota la clau de volta; la seva gran nau està vorejada per dues files de columnes esveltes i té onze badies. La basílica s'estén per la capella de Nostre Senyora dels nens i inclou nombrosos vitralls.

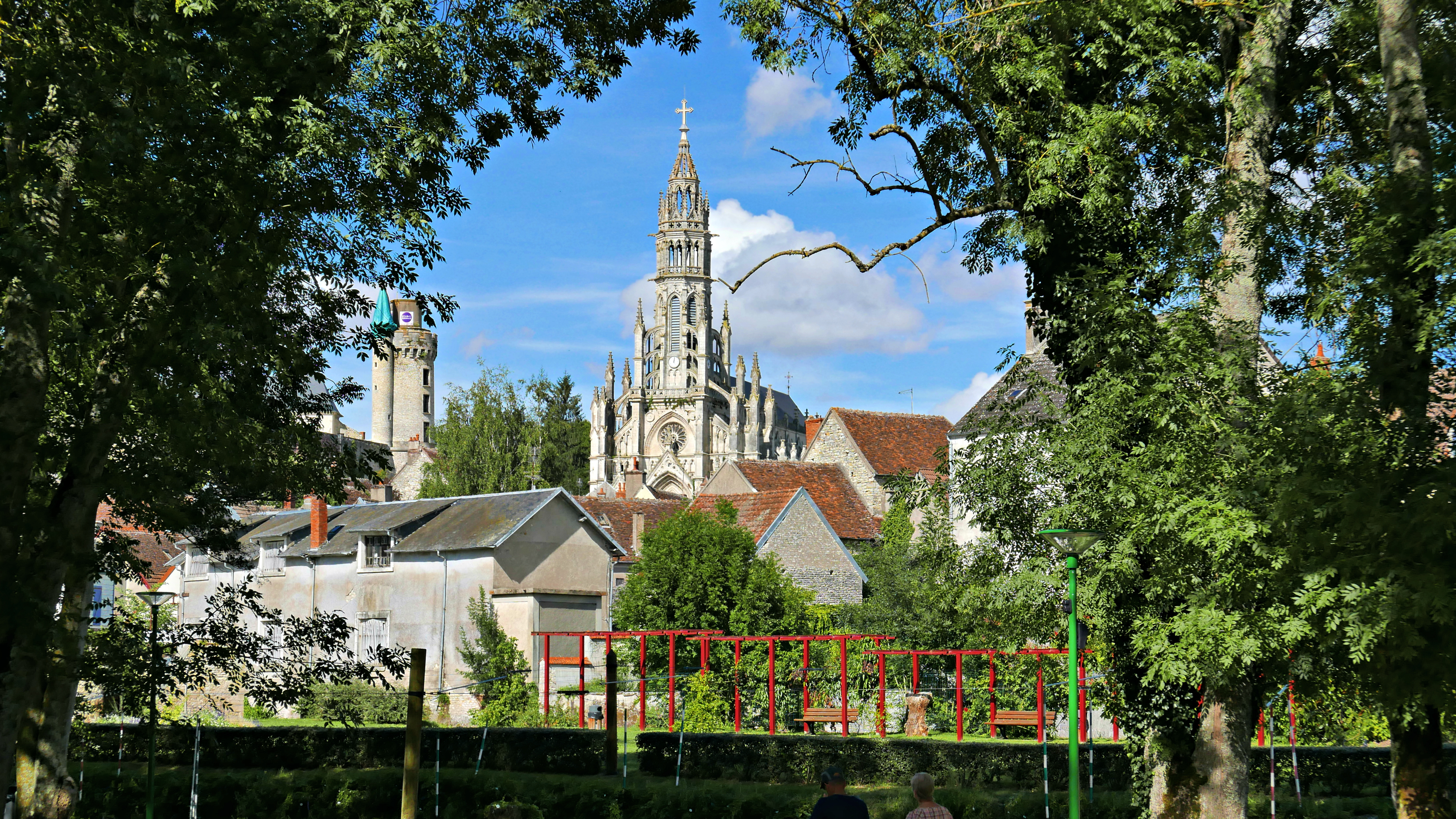
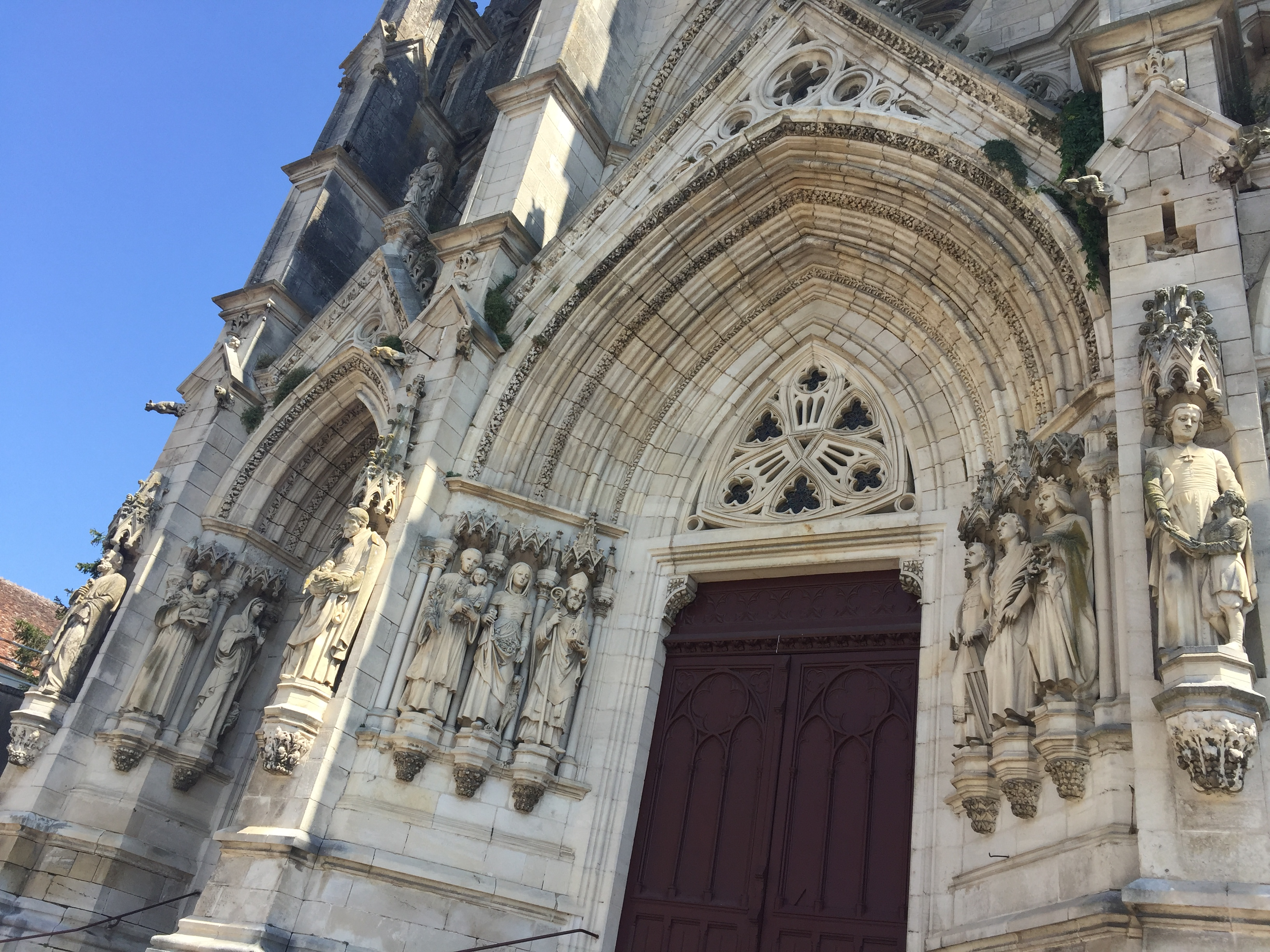
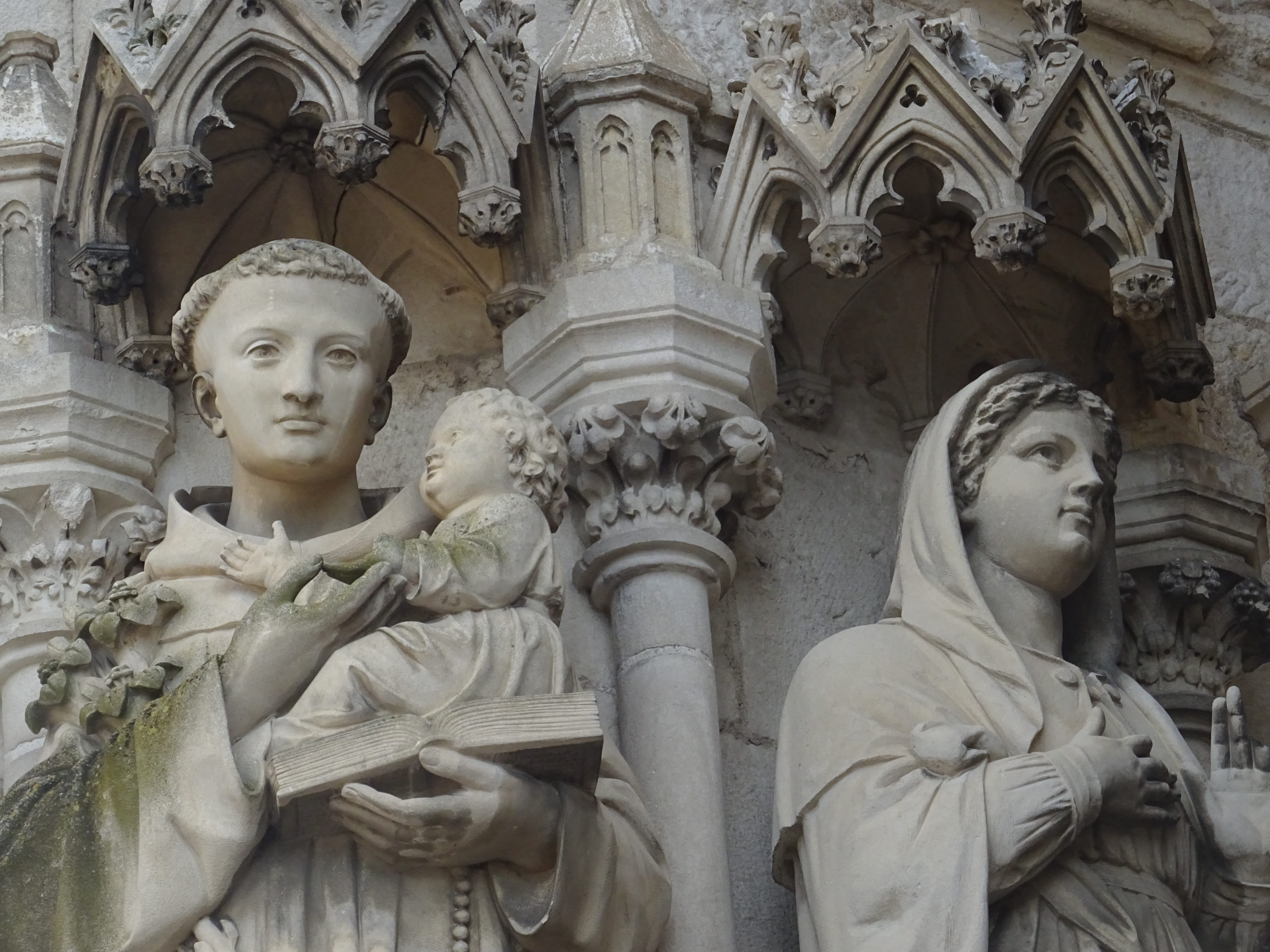
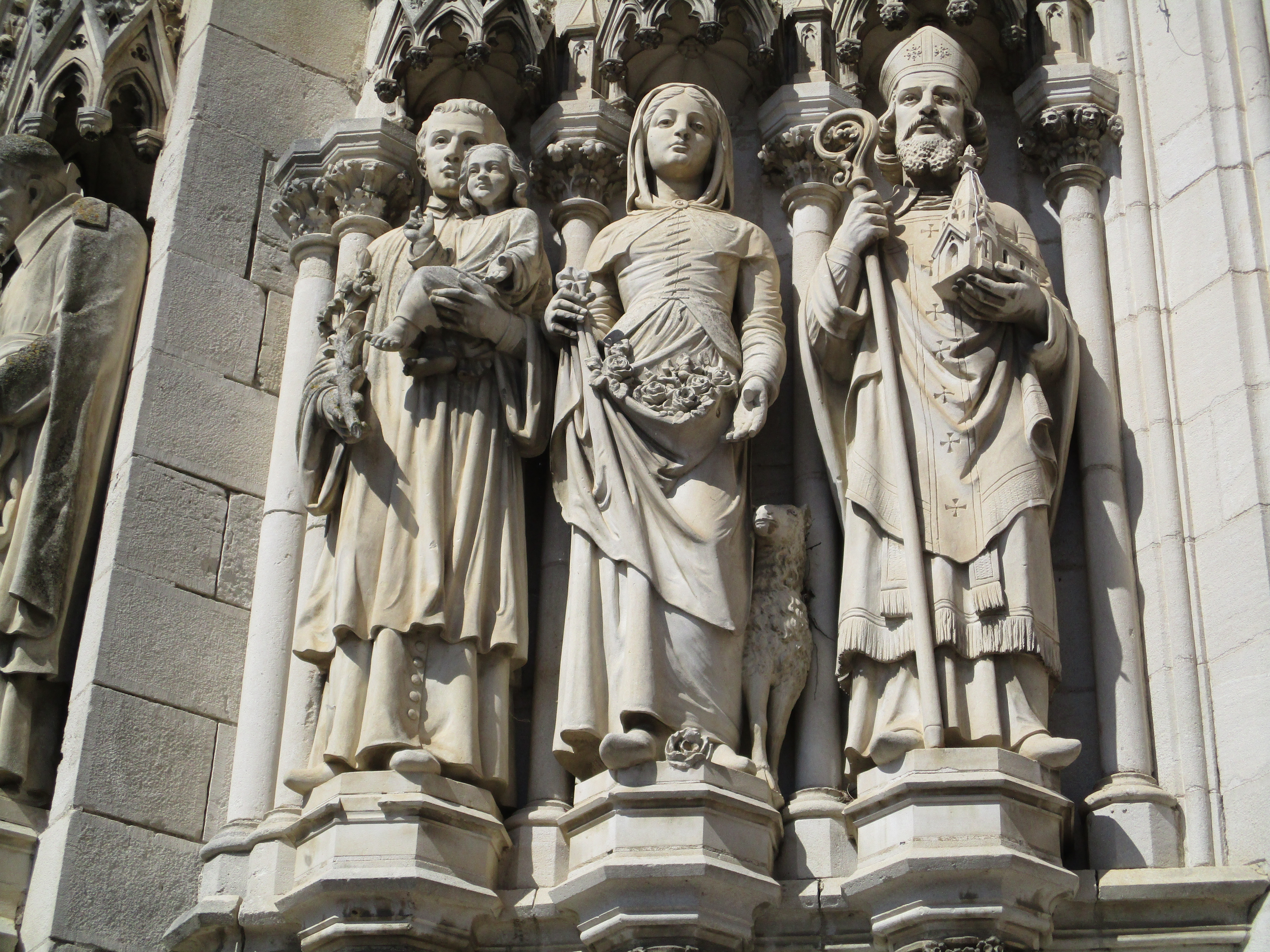

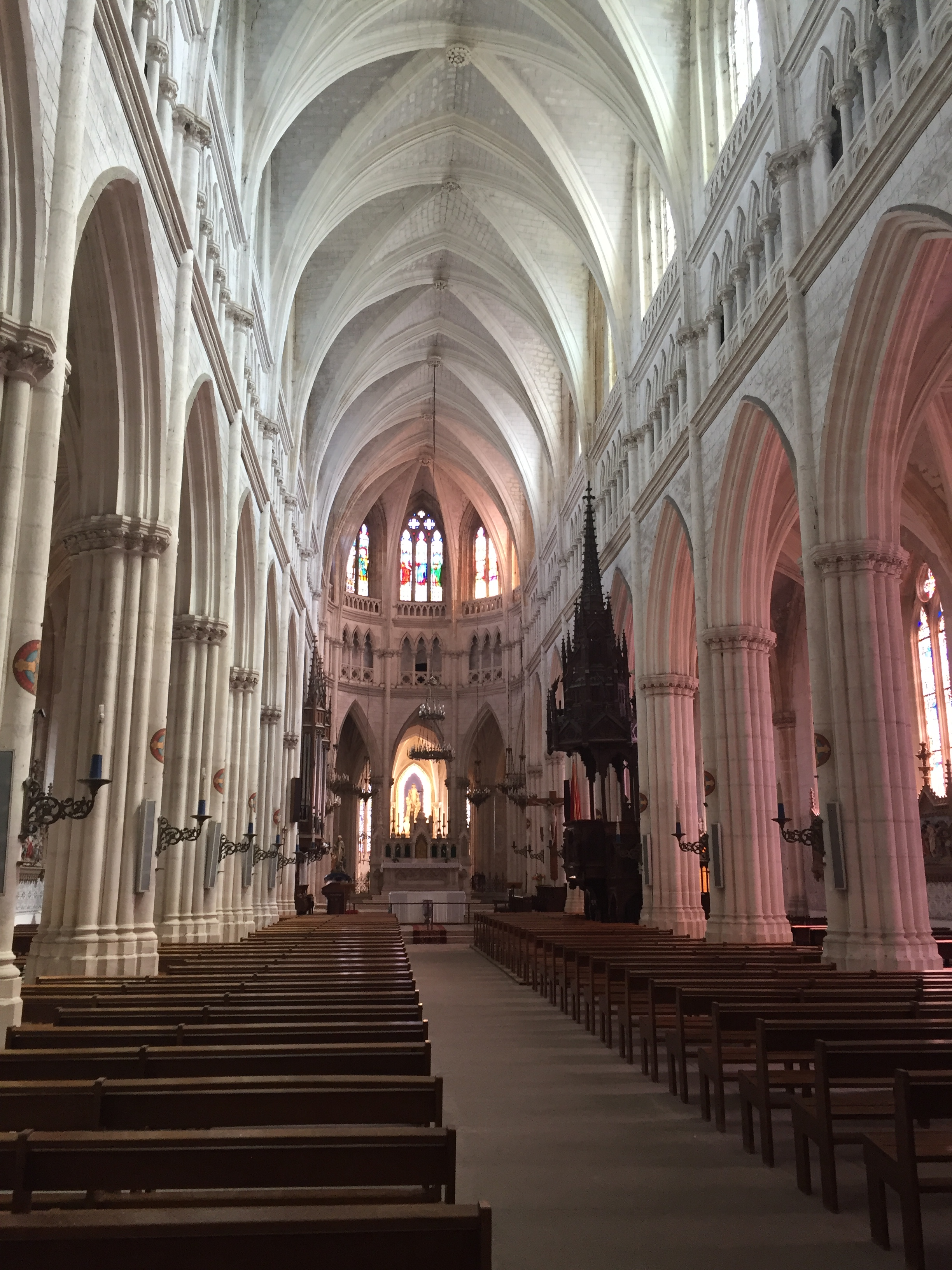
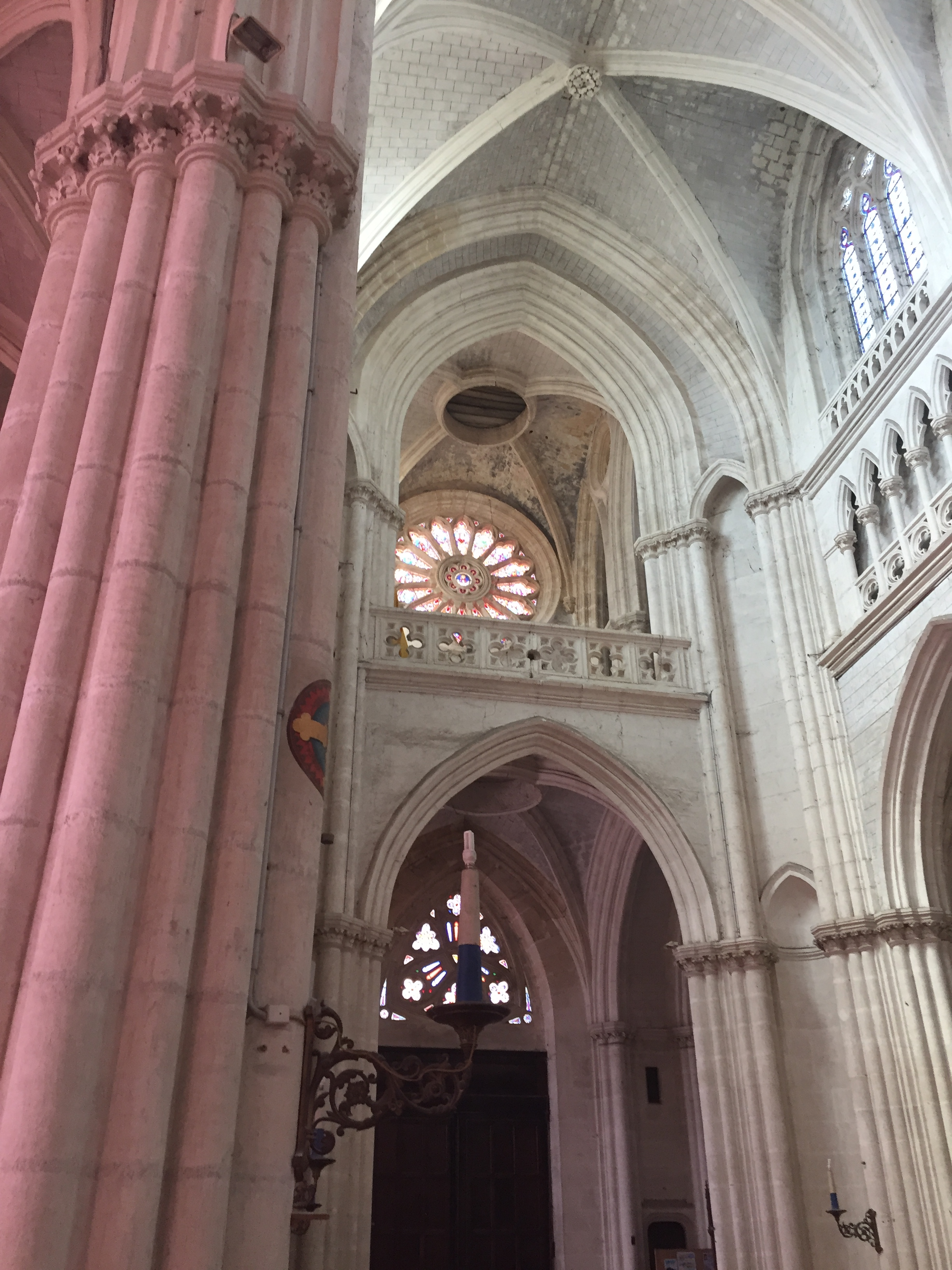
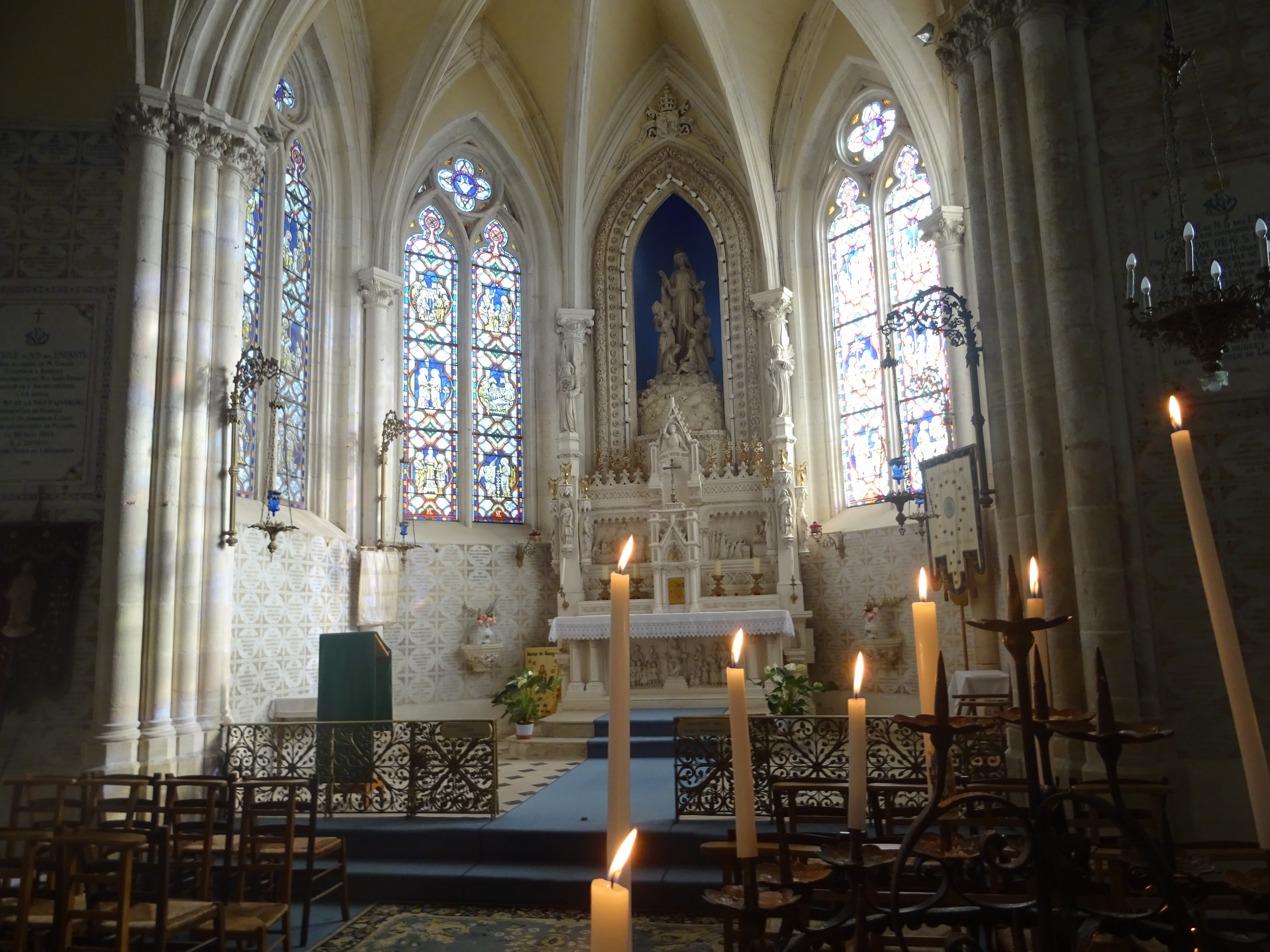
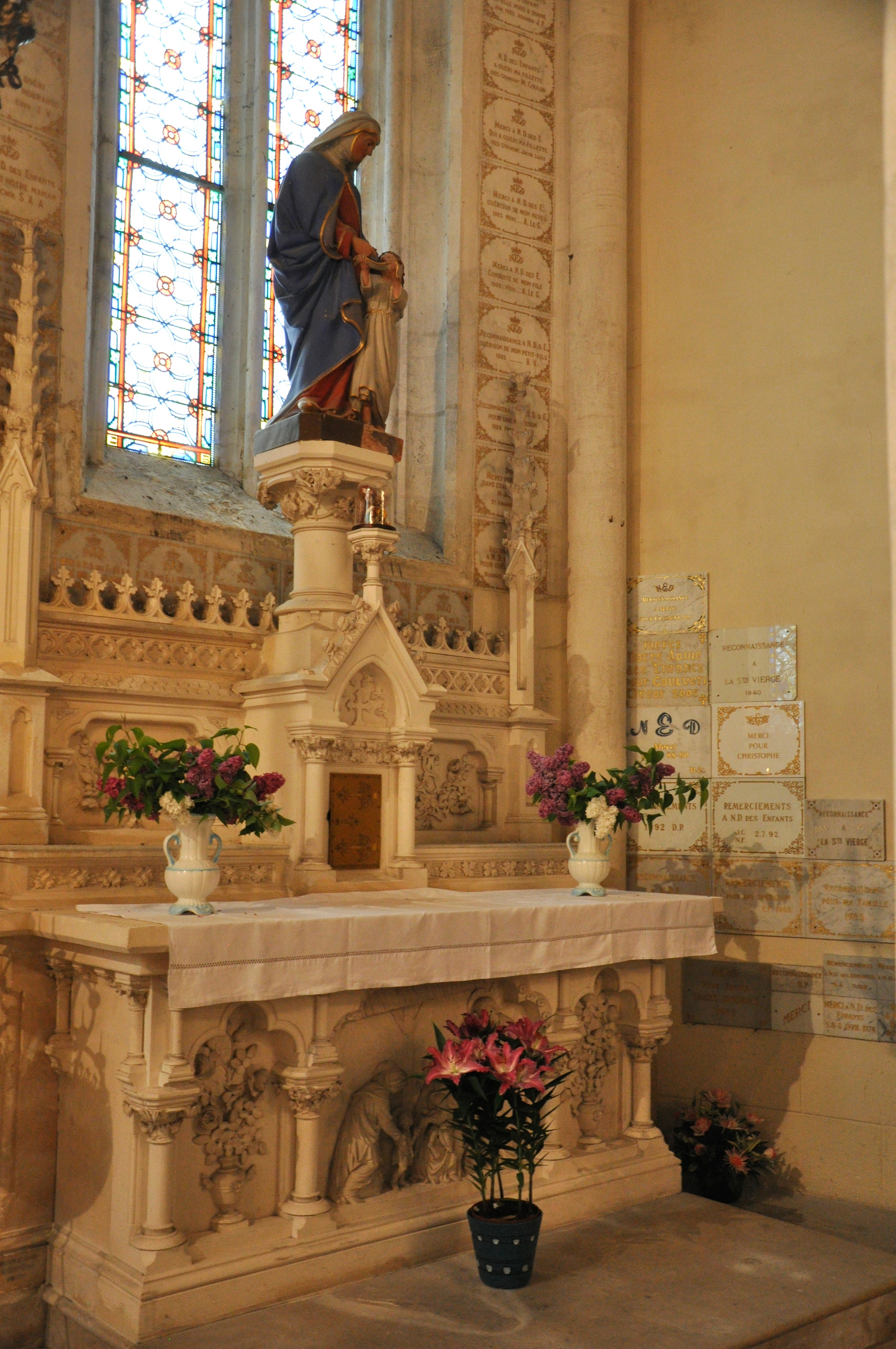

Conté un orgue construït el 1889 per Aristide Cavaillé-Coll. Està classificat com a edifici històric des de 1976, per a la part instrumental; es va restaurar el 1979-1980. La basílica mateixa està catalogada com a monument històric des de 1983.,.

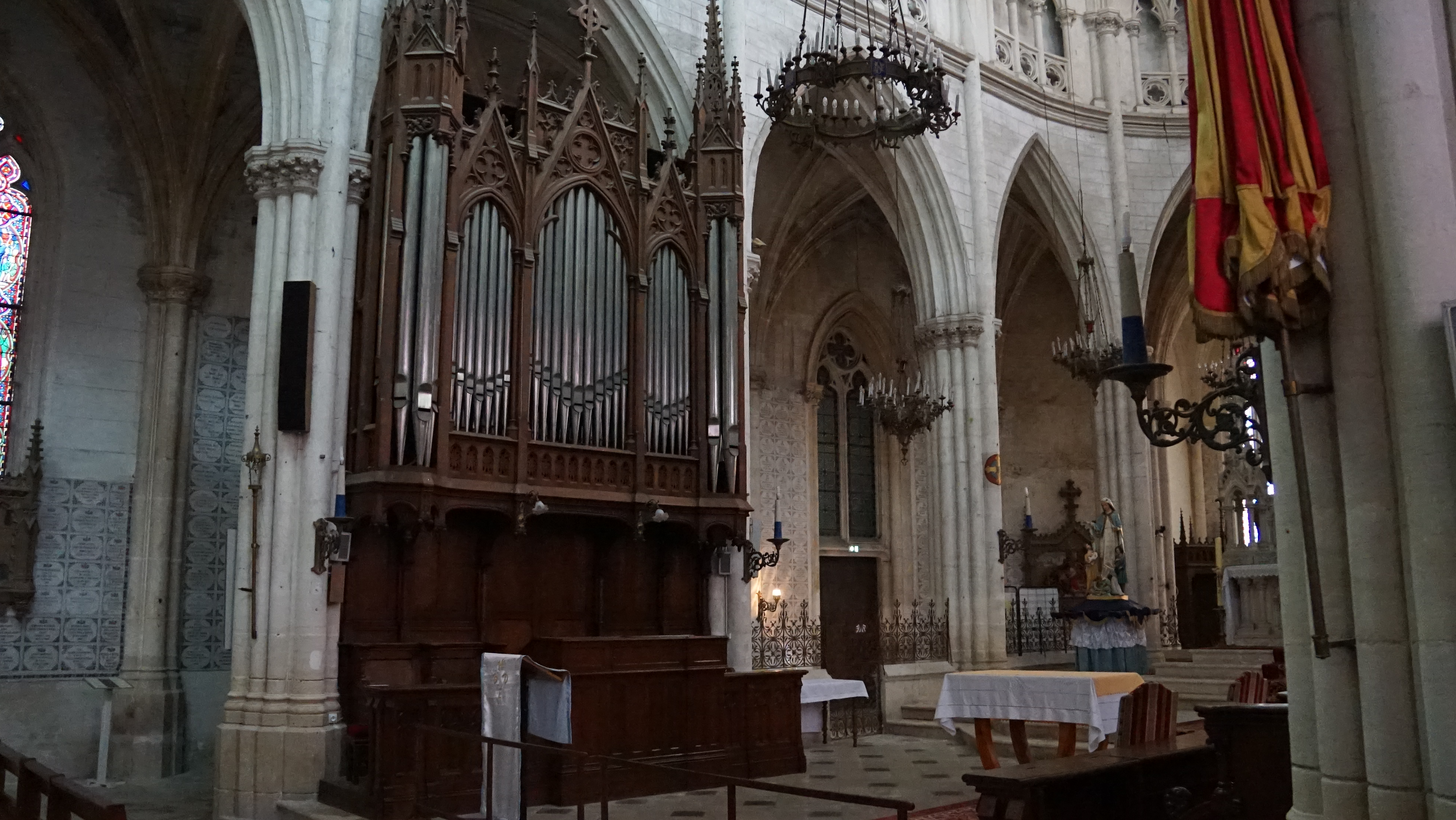
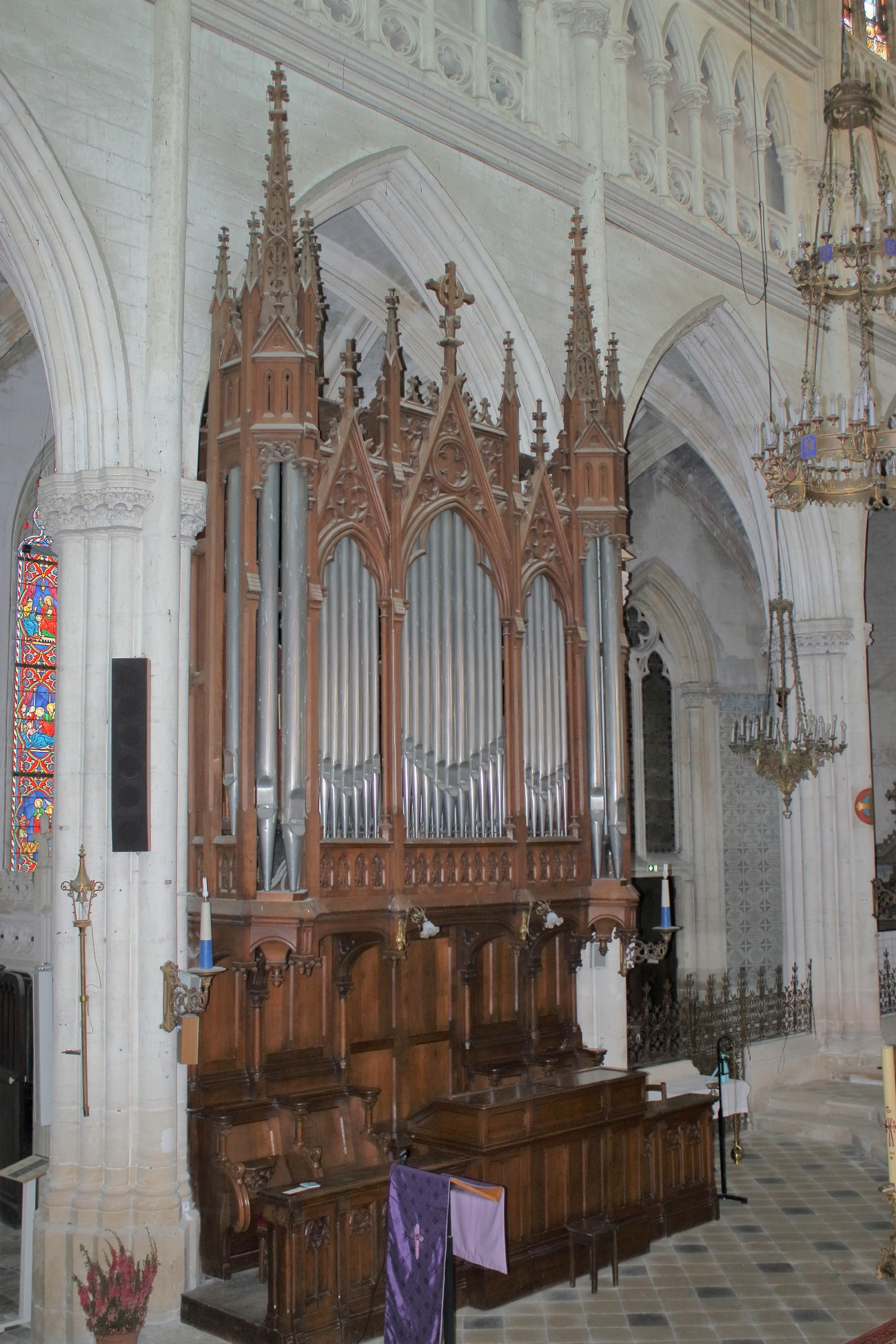
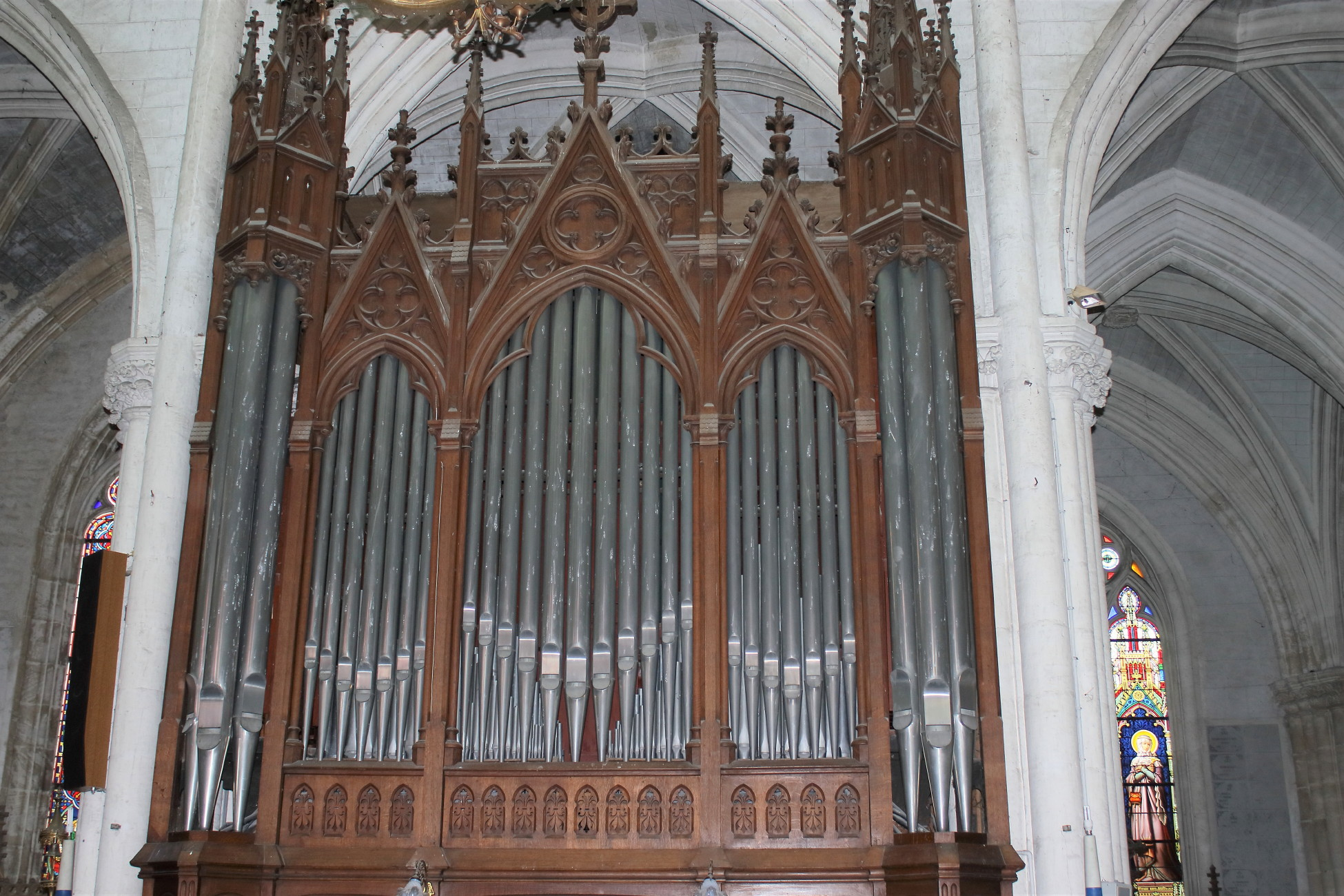

## Culte
La basílica està oberta al culte catòlic des de 1879. El principal pelegrinatge anual té lloc al maig.